# Theodor Schwarz
Theodor Schwarz (24. prosince 1921 Falknov nad Ohří – 30. srpna 1943 Beaulieu) byl československý občan německé národnosti a palubní střelec a radiotelegrafista 311. československé bombardovací perutě.

## Život

### Před druhou světovou válkou
Theodor Schwarz se narodil 24. prosince 1921 ve Falknově nad Ohří (Sokolově) v rodině sudetských Němců Josefovi a Anně Schwarzovým. V rodném městě absolvoval základní školní vzdělání a vystudoval dva ročníky obchodní školy. Jeho rodiče byli smýšlením sociální demokraté a po nástupu Adolfa Hitlera k moci se v roce 1938 rozhodli pro emigraci do Spojeného království.

### Druhá světová válka
Otec Theodora Schwarze Josef Schwarz se v roce 1940 rozhodl vstoupit do Československé armády v zahraničí a stal se zdravotníkem-ošetřovatelem u 312. československé stíhací perutě. Theodor Schwarz byl odveden 8. března 1940, dne 1. září 1941 se jako jeho otec přihlásil do Royal Air Force, vzhledem ke svému německému původu bylo jeho prověření zpravodajskými službami pečlivější než u Čechů. Přestože hovořil pouze německy byl 4. listopadu 1941 přijat, v roce 1942 vycvičen na palubního střelce a radiotelegrafistu a zařazen ke 311. československé bombardovací peruti. Během výcviku absolvoval jedenáct letů. Dne 30. srpna 1943 vzlétl ke cvičnému letu na stroji Consolidated B-24 Liberator GR Mk.V BZ785 L pod velením Emila Palichleba. Letoun havaroval v blízkosti letiště v Beaulieu a většina posádky včetně Theodora Schwarze zahynula. Byl pohřben v československém oddělení hřbitova v Brookwoodu. Dosáhl hodnosti četaře. Jeho rodiče zůstali po skončení druhé světové války ve Spojeném království, jeho další příbuzní byli přes protesty některých československých letců z Československa odsunuti.

## Posmrtná ocenění
- Theodor Schwarz byl v roce 1991 in memoriam povýšen do hodnosti majora
- Theodoru Schwarzovi byla na budově základní školy, kterou navštěvoval, v Rokycanově ulici v Sokolově odhalena pamětní deska[1]